# Kamila Stösslová
Kamila Stösslová (nombre de nacimiento Kamila Neumannová) (1891, Putim, Pisek, Bohemia–1935) fue la musa inspiradora del compositor Leoš Janáček.
Se conocieron en 1914 actualizado en el balneario de Luhačovice, el músico se enamoró pese a ser cuarenta años mayor y estar ambos casados.
Casada con David Stössel con quien tuvo dos hijos, Rudolf (1913) y Otto (1916).
Janáček se inspiró en ella para sus óperas Katia Kabanová, La zorrita astuta y Emilia Marty en El caso Makropulos y otras obras como el cuarteto para cuerdas "Cartas íntimas".
Su correspondencia dejó más de 700 cartas como legado.

## Biografía
- John Tyrrell, Intimate Letters: Leoš Janáček to Kamila Stösslová, Faber and Faber, (2005), ISBN 978-0-571-22510-1.